# Coleophora thiophaea
Coleophora thiophaea é uma espécie de mariposa do gênero Coleophora pertencente à família Coleophoridae.